# 綾瀬メグ
綾瀬 メグ（あやせ めぐ、1986年1月12日 - ）は、日本の元AV女優。

## 略歴
2005年6月に「平山たかね」の芸名でAVデビュー。
2006年1月に綾瀬メグに改名し、ミリオン（ケイ・エム・プロデュース）専属女優「ミリオンエンジェル」として登場した。

## 出演作品

### アダルトビデオ
平山たかね 名義
- NEW FACE 47（2005年6月28日、KUKI）※デビュー作
- 生乳G（2005年7月31日、KUKI）
- G POWER G（2005年8月31日、KUKI）
- LESSON 4（2005年9月28日、KUKI）
- 連れ去って（2005年10月28日、KUKI）
- バブルファンタジー（2005年11月25日、KUKI） ※平山たかね名義最終作

綾瀬メグ 名義
2006年
- TROPICAL ANGEL 完全版（1月20日、ケイ・エム・プロデュース） ※改名第1作
- はたらくおっぱい 完全版（2月17日、ケイ・エム・プロデュース）
- 僕の憧れ 綺麗な先生 綾瀬メグ 完全版（3月17日、ケイ・エム・プロデュース）
- 今、ミリオンエンジェルがスゴイ!（4月21日、ケイ・エム・プロデュース）共演:上戸あい、春咲あずみ、早乙女優
- もしも綾瀬メグが僕の彼女だったら… 完全版（4月28日、ケイ・エム・プロデュース）
- ミリオン・ドリーム（5月1日、ケイ・エム・プロデュース）共演:上戸あい、春咲あずみ、早乙女優、如月カレン、早坂ひとみ、神谷姫、あいみ、天衣みつ ※AV OPEN 2006エントリー作品
- 完全撮りおろしスーパースター 4時間SPECIAL 3（5月19日、ケイ・エム・プロデュース）他出演:小沢菜穂、神谷姫、如月カレン、あいみ、上戸あい、綾瀬メグ、桜朱音、春咲あずみ、早乙女優、秋元なつみ
- 風俗フルコース 綾瀬メグ 完全版（5月26日、ケイ・エム・プロデュース）
- 綾瀬メグ 4時間（6月23日、ケイ・エム・プロデュース）
- セル初超デジモ 綾瀬メグ（7月21日、レアル・ワークス）
- 今、ミリオンドリームがスゴイ! 2（7月21日、ケイ・エム・プロデュース）共演:上戸あい、春咲あずみ、早乙女優 他
- VERY BEST OF 綾瀬メグ 完全版（7月28日、ケイ・エム・プロデュース）
- ミリオン・ドリーム〜私立ミリ商の天使たち〜 完全版（8月18日、ケイ・エム・プロデュース）共演:上戸あい、春咲あずみ、早乙女優、如月カレン、早坂ひとみ、あいみ、神谷姫、天衣みつ
- 綾瀬メグが奥さんになってあげる（9月22日、レアル・ワークス）
- 責め痴女（10月20日、レアル・ワークス）
- レアル（11月17日、レアル・ワークス）
- 超・超デジモで味わう責め痴女 Special（12月22日、レアル・ワークス）

2007年
- 人間崩壊W巨乳アクメ地獄（1月5日、SODクリエイト）共演:星ありす
- エクスタシー（1月19日、レアル・ワークス）
- 綾瀬メグのエロの願望叶えました （2月1日、ワンズファクトリー）
- プレミアデジタルモザイク Vol.018（2月7日、プレミアム）
- REAL STARS 綾瀬メグ BEST 4時間（2月16日、レアル・ワークス）
- 絶頂連続潮吹き 強制イカせ77連発（3月1日、ワンズファクトリー）
- 誘惑フライトアテンダント（3月7日、プレミアム）
- W巨乳 騎乗位激ピストン（3月8日、SODクリエイト）共演:星ありす
- 綾瀬メグのご奉仕 淫語介護（4月7日、プレミアム）
- 放尿、潮吹き63連発!(5月7日、プレミアム）
- 女教師 中出し20連発（6月21日、アイエナジー）
- 極嬢 GOKUJYO（6月25日、イエロー）
- 初めての、黒人とFUCK（7月7日、プレミアム）
- ミリオンドリーム2007 後編 〜意志を継ぐもの〜（8月17日、ケイ・エム・プロデュース）共演:糸崎あずみ(糸矢めい、春咲あずみ、相崎琴音）、立花里子、乃亜、椎名りく、清原りょう、今野由愛、山城美姫、Rico
- SPLASH GIRL 女鯨01（11月7日、桃太郎映像出版）
- くノ一拷問凌辱3 椿姫 極秘輿入ノ章（12月1日、アタッカーズ）共演:青木りん、早川凛 ※AVグランプリ2008 グランプリステージ エントリー作品

2008年
- 脳内麻薬 VOL.3(3月6日、ナチュラルハイ）
- 薬漬けマンコ 全身クリトリス・淫乱パーティ（5月19日、ドグマ）共演:沢尻もも美
- S級単体女優が赤ちゃんになる薬草を撮影現場で使っちゃいました☆（6月19日、SODクリエイト）他出演:風間ゆみ、姫川りな、飯島くらら
- DRAGON AQUME 覚醒拷問魔性感 Ver.1 幻魔アーユルヴェーダ（5月24日、ベイビーエンターテイメント）他出演:森口あいか、山咲奈々美
- 極上ソープ 豪華絢爛 超高級超絶Super Body艶姫大乱交／〜珠玉の究極泡遊戯〜（6月19日、SODクリエイト）共演:浜崎りお、浅田ちち
- Black Sod 空中拷問アクメ刑務所（6月19日、SODクリエイト）他出演:清原りょう、夏芽涼
- E-BODY（8月13日、E-BODY）
- 綾瀬メグ 輪姦し監禁100時間（8月15日、スターパラダイス）
- 巨乳中出しボディボーダー 2（11月6日、グローリークエスト）
- 獣人輪姦アクメ（11月20日、SODクリエイト）他出演:泉まりん、愛乃彩音
- モデルin… [脅迫スイートルーム] Fashion Model Megu(21）（12月15日、ドリームチケット）
- 僕だけの巨乳ママ 綾瀬メグ アンコール（12月15日、ワープエンタテインメント）

2009年
- 制服縞パンニーソックス 2（2月13日、TMA）他出演:叶夢、早乙女ルイ、さくら愛々、つぼみ、渋谷梨果、鈴木千里、結城かれん
- BOIN（2月15日 隼エージェンシー）
- 女子校生とヲジサンのベロベチョ接吻とにゅるぬる手コキ（2月15日、ワープエンタテインメント）他出演:つぼみ、むかいねね、南つかさ、水森あおい、澄川ロア、川上ゆう、結城かれん、石川みずき、仲村ろみひ
- 綾瀬メグの手コキチ○ポ面接「私好みな理想のチ○ポを見つけて、イキまくりたいです☆（2月19日、人間考察）
- こだわりの手コキ 4時間SP 11 33人のハンドメイド（3月15日 隼エージェンシー）オムニバス作品 他多数出演
- いい女を拉致して監禁してレイプする（3月19日 ミスター・インパクト）オムニバス作品 他出演:渋谷梨果、山崎まりあ、大塚咲、真心実、七瀬かすみ
- おっぱい!大好き!! 騎乗位&パイズリでいかしてくれる巨乳ギャル（4月15日 隼エージェンシー）他出演:モカ、辻さき
- フェラコレ2009春SP 30人のフェラジェンヌ（4月15日 隼エージェンシー）他29名出演
- 強制労働所の美しき女番（4月19日、ROOKIE）共演:水城奈緒、大塚咲、星アンジェ、eco
- 露出で興奮したからSEXがしたい!（5月1日、AVS）
- 黒タイツ女子校生しか見たくない!4時間（5月15日、TMA）オムニバス作品 他出演:叶夢、鈴木千里、渋谷梨果、早乙女ルイ、つぼみ、さくら愛々
- フェラコレ2009夏SP 30人のフェラジェンヌ（7月15日 隼エージェンシー）他29名出演
- ソルトシャワー 美熟女のおしっこみせて!（11月19日、ゲロニア）他多数出演
- ノンストップ レイプ 4時間 3（11月19日、ミスター・インパクト）共演:大塚咲、石川みずき、渋谷梨果、神崎レオナ、他9名
- レイプ240 V 〜理不尽にレイプされる14人のギャル〜（12月15日、ハヤブサ）共演:早乙女ルイ、キヨミジュン、eco、涼宮ラム、星乃せあら、稲森ケイト、芽衣奈、佐伯奈々、MOKA、山崎まりあ、七瀬ゆうり、榊なち、南まりん

2010年
- フェラチオ!ザーメン!大好きな女たち（2月25日、ハヤブサ）共演:つぼみ、大塚咲、雪見紗弥、川上ゆう、飯島くらら、星乃せあら、南りん、花木あのん、神崎レオナ

2011年
- 大好き!!痴巨乳!!（1月13日、ミスター・インパクト）

### オリジナルビデオ
- 桃香クリニックへようこそ（2008年9月19日 エースデュースエンタテインメント）共演:穂花、みひろ、糸矢めい、加藤neo

## 出演
- 桃のふくらみ #53（MONDO TV）